# Jean-Marie Raimbaud
Jean-Marie Michel Arthur Alix Zacharie Raimbaud MAfr (* 4. Juli 1924 in Talmont-Saint-Hilaire, Département Vendée; † 25. Juni 1989) war ein französischer Ordensgeistlicher und römisch-katholischer Bischof von Laghouat.

## Leben
Jean-Marie Raimbaud empfing am 1. Februar 1950 das Sakrament der Priesterweihe für die Ordensgemeinschaft der Weißen Väter.
Am 11. Januar 1968 wurde er zum Bischof von Laghouat ernannt. Die Bischofsweihe spendete ihm am 19. Mai desselben Jahres in der Kathedrale Notre-Dame-de-l'Assomption in Luçon der Bischof von Luçon, Charles-Auguste-Marie Paty; Mitkonsekratoren waren der Altbischof von Laghouat, Georges-Louis Mercier MAfr, und der Altbischof von Koudougou, Joseph-Marie-Eugène Bretault MAfr.
Bischof Jean-Marie Raimbaud blieb bis zu seinem Tod am 25. Juni 1989 als Bischof im Amt.